# Horst Laqua

Horst Laqua, vor 2008

Horst Laqua  (* 28. März 1943 in Breslau) ist ein deutscher Augenarzt. Er war von 1984 bis März 2008 Leiter der Klinik für Augenheilkunde an der Universität zu Lübeck.

## Ausbildung
Nach dem Abitur in Hannover im Jahre 1962 begann Horst Laqua das Studium der Humanmedizin in Heidelberg. 1964 wechselte er nach Wien, dann nach Innsbruck und schließlich 1965 nach Göttingen, wo er 1967 das Studium mit dem Medizinischen Staatsexamen beendete. Zum Ende seiner Medizinalassistenz promovierte Horst Laqua 1969 bei dem Göttinger Radiologen Hanno Poppe zu dem Thema „Frühveränderungen am Knochen ausgewachsener Hunde nach einmaliger Röntgenbestrahlung, dargestellt mit der Tetracyclin-Markierung“.

## Wissenschaftlicher Werdegang
1970 begann Horst Laqua seine Facharztausbildung für Augenheilkunde an der Universitäts-Augenklinik in Göttingen. 1973 ging er als Ausbildungsstipendiat der Deutschen Forschungsgemeinschaft an das Bascom Palmer Eye Institute (Teil der School of Medicine an der University of Miami) nach Miami, Florida zu Robert Machemer, dem Begründer der Vitrektomie (operative Glaskörperentfernung). Dort arbeitete er zunächst experimentell auf dem Gebiet der Glaskörper- und Netzhautpathologie. Nach zwei Jahren wissenschaftlicher Arbeit folgten eine neuroophthalmologische Ausbildung und ein klinisches Jahr, in dem er die Durchführung der Vitrektomie erlernte. Nach seiner Rückkehr nach Deutschland wurde er Oberarzt in der Universitäts-Augenklinik Tübingen und führte dort die Vitrektomie ein. 1978 habilitierte er sich in Tübingen mit der Arbeit: „Zellulärer Ursprung und klinische Bedeutung intraokularer Membranen bei experimenteller Netzhautablösung“. Nach seinem Wechsel als Oberarzt an die Universitäts-Augenklinik in Essen 1979 wurde Horst Laqua 1982 dort zum (C3)-Professor auf Zeit berufen. Am 1. April 1984 folgte Horst Laqua einem Ruf auf den Lehrstuhl für Augenheilkunde der Medizinischen Universität zu Lübeck und wurde zum Professor auf Lebenszeit ernannt. Einen späteren Ruf auf den Lehrstuhl für Augenheilkunde der Freien Universität Berlin lehnte er ab. 1990 wurde er zum Wissenschaftlichen Direktor am Medizinischen Laserzentrum in Lübeck ernannt. Er war Ärztlicher Direktor des Klinikums und von 1996 bis 1998 Dekan der Medizinischen Fakultät der Universität zu Lübeck. Am 31. März 2008 wurde er nach 24-jähriger Leitung der Augenklinik des Universitätsklinikums pensioniert.

## Leistungen
Horst Laqua führte als einer der Ersten in Deutschland die Pars-plana-Vitrektomie und die Silikon-Öl-Chirurgie in die klinische Routine ein. Seine besondere Fähigkeit bestand insbesondere in der Beurteilung komplizierter Netzhautsituationen und in der Durchführung wiederanlegender Operationstechniken. In Zusammenarbeit mit Reginald Birngruber, dem späteren Leiter des Medizinischen Laserzentrums Lübeck, machte er die ophthalmologische Lasermedizin zu einem weiteren klinischen und wissenschaftlichen Schwerpunkt der Lübecker Augenklinik. 1987 initiierte er in Lübeck-Travemünde die Gründung der Retinologischen Gesellschaft und war viele Jahre Mitglied des Vorstandes. 
In seinen wissenschaftlichen Arbeiten beschäftigte er sich mit der Pathogenese und der chirurgischen Therapie der proliferativen Vitreoretinopathie, der Entwicklung der Photodynamischen Therapie, mit Laser-Technologien sowie der Entwicklung der Optischen Kohärenztomographie für den vorderen Augenabschnitt. Laqua hat mehr als 320 Publikationen mitgezeichnet. Vier seiner Mitarbeiter haben einen Lehrstuhl für Augenheilkunde erhalten (Ursula Schmidt-Erfurth, Wien; Johann Roider, Kiel; Hans Hoerauf, Göttingen; Gerd Geerling, Universitäts-Augenklinik Düsseldorf).

## Veröffentlichungen
- Silicone Oil in the Treatment of Complicated Retinal Detachments: Techniques, Results, and Complications. Springer-Verlag 1990, ISBN 978-3642842689

| Personendaten    | Personendaten                                             |
| ---------------- | --------------------------------------------------------- |
| NAME             | Laqua, Horst                                              |
| KURZBESCHREIBUNG | deutscher Facharzt für Augenheilkunde und Hochschullehrer |
| GEBURTSDATUM     | 28. März 1943                                             |
| GEBURTSORT       | Breslau                                                   |